# 王天予
王天予，GBS，JP（1963年7月23日—），香港公務員，官至首長級甲一級政務官，退休前為房屋局常任秘書長兼房屋署署長。

## 履歷
王天予在1985年畢業於香港大學文學院，主修英國文學。她在1989年11月加入香港政府政務職系後，於2014年4月晉升為首長級乙一級政務官，於2019年4月晉升為首長級甲級政務官，於2022年4月晉升為首長級甲一級政務官。
加入政府後，王天予先後在前政務總署、前布政司辦公室、前貿易署、前工業署、創新科技署。她其後擔任公務員事務局首席助理秘書長。2005年8月1日接替楊潤雄出任九龍城民政事務專員，至2008年5月為蘇婉玲所接替。她在2008年6月至2012年10月出任副行政署長，並從2012年10月起出任運輸及房屋局副秘書長（房屋）兼房屋署副署長（策略）。
王天予在2017年8月15日接替利敏貞出任通訊事務總監，至2019年5月14日接替鄭美施出任海事處處長。在2021年2月，她重返運輸及房屋局房屋科，接替退休的唐智強，升任常任秘書長（房屋）並出掌房屋署。在2022年7月1日政府重組設立房屋局後，她繼續出任房屋局常任秘書長兼房屋署署長。
王天予將在2023年8月15日卸任房屋局常任秘書長兼房屋署署長，由羅淑佩接替。

## 外部鏈接
- 房屋委員會官方個人簡介 （页面存档备份，存于）
- 香港政府電話簿個人資料 （页面存档备份，存于）

## 注脚
| 政府职务                                         | 政府职务                                                               | 政府职务                             |
| ------------------------------------------------ | ---------------------------------------------------------------------- | ------------------------------------ |
| 前任： 自己 （原運輸及房屋局常任秘書長（房屋）） | 房屋局常任秘書長兼 房屋署署長 2021年2月1日—2023年8月14日               | 繼任者： 羅淑佩                      |
| 前任： 唐智強                                    | 運輸及房屋局常任秘書長（房屋）兼 房屋署署長 2021年2月1日—2022年6月30日 | 繼任： 自己 （改稱房屋局常任秘書長） |
| 前任： 鄭美施                                    | 海事處處長 2019年5月14日－2021年1月31日                                | 繼任： 袁小惠                        |
| 前任者： 楊潤雄                                  | 九龍城民政事務專員 2005年8月1日－2008年5月25日                         | 繼任者： 蘇婉玲                      |